# Gare de Ribes de Freser
La gare de Ribes de Freser et Ribes-Enllaç (en catalan : estació de Ribes de Freser) est une gare ferroviaire espagnole située dans la ville de Ribes de Freser, dans la comarque de Ripollès. La gare de Ribes de Freser appartient à ADIF et se trouve sur la ligne Ripoll - Puigcerdà, elle est desservie par des trains de la ligne R3 des Rodalies de Catalogne (service exploité par la Renfe), qui  bien que faisant partie des Rodalia de Barcelone, n'a pas la même tarification. Ribes-Enllaç est le nom donné à la gare du train à crémaillère de Núria de la gare des Chemins de fer de la généralité de Catalogne (FGC) qui monte jusqu'à la gare de Núria.

## Histoire
La gare de Ribes du chemin de fer Trans-pyrénéen est entrée en service en 1919 lorsque le tronçon entre Ripoll et Ribes de Freser a été ouvert. Plus tard en 1922, il a été ouvert jusqu'à la gare de La Molina et à la fin de la même année jusqu'à Puigcerdà.
La gare du train à crémaillère a été construite en 1935, quatre ans après l’ouverture de la ligne en 1931, alors que le train à crémaillère partait déjà de cet endroit. Par la suite, en 1985, le bâtiment a été rénové, ainsi que le reste de la ligne, après l’incorporation du train à crémaillère dans les Chemins de fer de la Généralité de Catalogne (FGC) en 1984,.
En 2016, 13 000 passagers ont transité à la gare de Ribes de Freser.

## Services ferroviaires

### Desserte
Une partie des trains en provenance de L'Hospitalet de Llobregat terminent leurs trajets ici et repartent plus tard pour L'Hospitalet.